# Catedral de Santa Ana (Ponta Grossa)
La Catedral de Santa Ana (en portugués: Catedral Sant'Ana también conocida como Catedral Diocesana de Ponta Grossa o Igreja Matriz Sant'Ana) es un templo católico que está situado en el centro de Paraná en la localidad de Ponta Grossa al sur de Brasil. La iglesia es la sede de la diócesis de Ponta Grossa.
El 15 de septiembre de 1823, Ponta Grossa se convirtió en parroquia después de que surgió la necesidad de construir una nueva capilla para satisfacer a las personas que querían una capilla más grande,  en lugar de la antigua capilla de azulejo parroquial dedicada a Santa Ana creada por Don Pedro I, siendo la novena parroquia de Paraná. 
En 1906 el italiano Nicolás Ferigotti fue contratado para modificar la iglesia. Ferigotti, presentó un proyecto considerado audaz, porque a pesar del eclecticismo es común en esa época, las iglesias occidentales fueron construidas en su mayor parte en el estilo grecorromano. El edificio fue inaugurado en 1910. El 10 de mayo de 1926, se creó la Diócesis de Ponta Grossa y el templo fue elevado a la categoría de catedral. 
Fue alterada nuevamente en 1978 y fue reinaugurada en 2009.